# Lill-Abborrtjärnen (Lidens socken, Medelpad)
Lill-Abborrtjärnen är en sjö i Sundsvalls kommun i Medelpad och ingår i Indalsälvens huvudavrinningsområde. Sjön är 9,2 meter djup, har en yta på 0,023 kvadratkilometer och är belägen 261 meter över havet.